# Denys Chmelewskyj
Denys Olehowytsch Chmelewskyj (ukrainisch Денис Олегович Хмелевський, englische Transkription: Denis Khmelevskiy; * 29. April 1995) ist ein ukrainischer Billardspieler aus Winnyzja.
Er wurde 2020 ukrainischer Meister im Snooker und 2023 Vizemeister in der Variante 6-Red-Snooker.

## Karriere

### Russisches Billard
Denys Chmelewskyj nahm 2007 im Russischen Billard an der Jugendeuropameisterschaft teil und schied in der Vorrunde aus. Drei Jahre später gewann er im Finale gegen Wladyslaw Prochorenko ein Turnier des ukrainischen Jugendpokals und blieb bei seiner ersten Jugend-WM sieglos. Während er bei der Jugend-EM 2011 das Viertelfinale erreichte, in dem er Nikita Liwada unterlag, schied er bei den Jugendweltmeisterschaften 2011 und 2013 erneut in der Vorrunde aus.
Im Jahr 2011 nahm Chmelewskyj bei den Herren erstmals an nationalen Meisterschaften teil und debütierte im Weltcup, wobei er bei letzterem die Runde der letzten 64 erreichte, in der er gegen Kamoliddin Jessiddinow mit 4:5 verlor. Im September gelangte er beim ukrainischen Unabhängigkeitspokal ins Achtelfinale und unterlag dem späteren Turniersieger Artur Piwtschenko. Bei der ukrainischen Freie-Pyramide-Meisterschaft 2012 erzielte Chmelewskyj sein bis dahin bestes Ergebnis auf nationaler Ebene, als er unter anderem Jurij Smyrnow, Hlib Waschtschenkow, Artem Matwijtschuk und Andrij Kljestow besiegte, bevor er im Viertelfinale an Mykyta Wolyk scheiterte. Es blieb seine bislang letzte Teilnahme an einer nationalen Meisterschaft. 2013 schied er beim Unabhängigkeitspokal in der Runde der letzten 32 aus.
Nachdem er drei Jahre lang an keinem größeren Turnier im Russischen Billard teilgenommen hatte, zog Chmelewskyj im März 2016 bei den Elite Profi Open ins Finale ein, in dem er sich Bohdan Rybalko mit 5:7 geschlagen geben musste. Im November unterlag er bei den Lviv Open in der Runde der letzten 32 dem späteren Turniersieger Jaroslaw Tarnowezkyj. 2017 erreichte Chmelewskyj bei der ukrainischen Studentenmeisterschaft das Achtelfinale und schied bei den Elite Profi Open in der Vorrunde aus, nachdem er das entscheidende Vorrundenspiel gegen Bohdan Rybalko verloren hatte.
In den folgenden Jahren fokussierte sich Chmelewskyj auf Snooker und trat erst 2024 wieder bei einem Turnier im Pyramidenbillard an; bei der Freie-Pyramide-Europameisterschaft im georgischen Batumi schied er nach zwei 0:5-Niederlagen in der Vorrunde aus.

### Snooker
Im Snooker nahm Chmelewskyj Anfang 2009 erstmals an einem Turnier des ukrainischen Pokals teil und erreichte dort das Achtelfinale. Drei Jahre später nahm er zum zweiten Mal an einem nationalen Turnier teil und gelangte bei der ukrainischen Meisterschaft 2012 unter anderem mit einem Sieg gegen Arsen Petrossow in die Runde der letzten 16, in der er Ruslan Ostrowskyj mit 1:3 unterlag. Im Mai 2013 gewann er die Bronzemedaille im ukrainischen Pokal, als er unter anderem Dmytro Ossypenko besiegte und im Halbfinale am späteren Turniersieger Wladyslaw Wyschnewskyj scheiterte.
Nachdem er im Pokal 2014 zweimal ins Achtelfinale gelangt war, zog Chmelewskyj im September 2015 im Pokal erstmals ins Finale ein, in dem er sich Wladyslaw Wyschnewskyj mit 1:4 geschlagen geben musste. 2016 gelang ihm ein weiterer Einzug ins Endspiel, auf den diesmal eine 1:3-Niederlage gegen Andrij Senyk folgte. Daneben gewann er 2016 eine Bronzemedaille im ukrainischen Pokal und erreichte das Viertelfinale bei den FSU Open und beim ukrainischen Unabhängigkeitspokal sowie beim Finalturnier des ukrainischen Pokals. 2019 gelangte er beim ukrainischen Unabhängigkeitspokal ins Achtelfinale, in dem er mit 0:3 gegen Julian Bojko verlor.
Im Juni 2020 wurde Chmelewskyj gemeinsam mit Anton Kasakow ukrainischer Mannschaftsmeister. Drei Monate später nahm er zum zweiten Mal an der ukrainischen Meisterschaft teil und erreichte unter anderem durch Siege gegen Mykyta Rudenko und Witalij Pazura ins Finale, in dem er sich gegen Anton Kasakow mit 4:2 durchsetzte und ukrainischer Meister wurde. Im Dezember erreichte er beim nationalen Pokal das Viertelfinale und verlor gegen Wladyslaw Wyschnewskyj.
Nachdem Chmelewskyj Anfang 2021 bei der ukrainischen 6-Red-Meisterschaft in der Vorrunde gescheitert war, nahm er im Mai 2021 erstmals an der Q School teil, einem Qualifikationsturnier für die Profitour. Er blieb bei den drei Turnieren jedoch sieglos. Einen Monat später zogen Anton Kasakow und Denys Chmelewskyj bei der ukrainischen Mannschaftsmeisterschaft erneut ins Endspiel ein, in dem sich die Titelverteidiger jedoch Julian Bojko und Matwij Lahodsynskyj mit 2:3 geschlagen geben mussten. Im Herbst folgten seine ersten Teilnahmen an internationalen Amateurmeisterschaften; bei der 6-Red-Weltmeisterschaft scheiterte er in der Vorrunde und bei Europameisterschaft erreichte er die Runde der letzten 64. Bei der ukrainischen Meisterschaft 2021 schied Titelverteidiger Chmelewskyj im Viertelfinale gegen den späteren Turniersieger Wladyslaw Wyschnewskyj aus und beim Finalturnier des nationalen Pokals gelangte er ins Halbfinale.
Anfang 2022 erreichte Chmelewskyj bei der ukrainischen 6-Red-Meisterschaft das Viertelfinale. Im selben Jahr gelangte er beim Unabhängigkeitspokal und bei der nationalen Meisterschaft ins Halbfinale, in dem er dem späteren Turniersieger Wladyslaw Wyschnewskyj unterlag.
Im Februar 2023 zog Chmelewskyj bei zwei Turnieren ins Endspiel ein; beim Shoot-Out verlor er gegen Matwij Lahodsynskyj (0:1) und beim Pokalfinale musste er sich Wladyslaw Wyschnewskyj (2:3) geschlagen geben. Einen Monat später folgte seine zweite EM-Teilnahme, bei der er erneut in die Runde der letzten 64 gelangte und dort dem Waliser Liam Davies (3:4) unterlag. Im Mai 2023 zog er bei der ukrainischen 6-Red-Snooker-Meisterschaft ins Finale ein, in dem er Wladyslaw Wyschnewskyj mit 4:5 unterlag. Bei der nationalen Shoot-Out-Meisterschaft und bei der Team-Meisterschaft kam er ins Halbfinale. Wenig später nahm er an den Europameisterschaften im 6-Red-Snooker und im Snooker-Shoot-Out teil, wobei er im Snooker-Shoot-Out das Achtelfinale erreichte. Während er beim ukrainischen Unabhängigkeitspokal im Viertelfinale ausschied, erreichte er bei zwei Nebenevents – der Superliha und dem Shoot-Out – den zweiten Platz. Bei der ukrainischen Meisterschaft 2024 musste er sich im Viertelfinale dem späteren Turniersieger Tang Li mit 2:4 geschlagen geben.
Im Februar 2024 erreichte Chmelewskyj bei der WSF Championship die Runde der letzten 64. Daneben gewann er Anfang des Jahres die Superliha in seiner Heimatstadt Winnyzja und durch einen 5:4-Finalsieg gegen Petro Sydorenko erstmals den ukrainischen Pokal. Bei der EM 2024 unterlag er in der Runde der letzten 64 dem Deutschen Umut Dikme. Wenig später erreichte er bei der ukrainischen 6-Red-Meisterschaft 2024 das Viertelfinale und wurde gemeinsam mit Petro Sydorenko ukrainischer Mannschaftsmeister. Im Oktober 2024 bildete er bei der Team-EM gemeinsam mit Julian Bojko die ukrainische Mannschaft, die durch einen 3:2-Finalsieg gegen die Malteser Aaron Busuttil und Chris Peplow Europameister wurde.
In der Saison 2024/25 nahm Chmelewskyj erstmals an zwei Turnieren der Q Tour teil, gewann dabei jedoch nur ein Spiel. Im März 2025 zog er bei den Italian Open in Bozen ins Finale ein, in dem er sich dem schottischen Profi Ross Muir mit 1:3 geschlagen geben musste. Bei der EM 2025 scheiterte er in der Gruppenphase.

## Erfolge
Russisches Billard
| Ergebnis | Jahr | Turnier          | Finalgegner    | Endstand |
| -------- | ---- | ---------------- | -------------- | -------- |
| Finalist | 2016 | Elite Profi Open | Bohdan Rybalko | 5:7      |

Snooker-Einzelerfolge
| Ergebnis | Jahr   | Turnier                               | Finalgegner            | Endstand |
| -------- | ------ | ------------------------------------- | ---------------------- | -------- |
| Finalist | 2015/5 | Ukrainischer Pokal                    | Wladyslaw Wyschnewskyj | 1:4      |
| Finalist | 2016/2 | Ukrainischer Pokal                    | Andrij Senyk           | 1:3      |
| Sieger   | 2020   | Ukrainische Meisterschaft             | Anton Kasakow          | 4:2      |
| Finalist | 2023   | Shoot-Out                             | Matwij Lahodsynskyj    | 0:1      |
| Finalist | 2023/F | Ukrainischer Pokal                    | Wladyslaw Wyschnewskyj | 2:3      |
| Finalist | 2023   | Ukrainische Meisterschaft (6-Red)     | Wladyslaw Wyschnewskyj | 4:5      |
| Finalist | 2023   | Ukr. Unabhängigkeitspokal – Superliha | Wladyslaw Wyschnewskyj | 2:3      |
| Finalist | 2023   | Ukr. Unabhängigkeitspokal – Shoot-Out | Mychajlo Larkow        | 0:1      |
| Sieger   | 2024   | Superliha                             | Matwij Lahodsynskyj    | (3:1) 1  |
| Sieger   | 2024/F | Ukrainischer Pokal                    | Petro Sydorenko        | 5:4      |
| Finalist | 2025   | Italian Open                          | Ross Muir              | 1:3      |

Snooker-Mannschaftserfolge
| Ergebnis | Jahr | Turnier                   | Teampartner     | Finalgegner                      | Endstand |
| -------- | ---- | ------------------------- | --------------- | -------------------------------- | -------- |
| Sieger   | 2020 | Ukrainische Meisterschaft | Anton Kasakow   | Kyrylo Bajdala Jurij Semko       | 3:1      |
| Finalist | 2021 | Ukrainische Meisterschaft | Anton Kasakow   | Julian Bojko Matwij Lahodsynskyj | 2:3      |
| Sieger   | 2024 | Ukrainische Meisterschaft | Petro Sydorenko | Kyrylo Bajdala Jurij Semko       | 4:3      |
| Sieger   | 2024 | Europameisterschaft       | Julian Bojko    | Aaron Busuttil Chris Peplow      | 3:2      |